# آرامگاه بی‌بی فاطمه
بقعه بی‌بی فاطمه مربوط به سدهٔ ۵ ه.ق است و در شیراز، خیابان ناصر خسرو، پشت بستنی بندی ارگ واقع شده و این اثر در تاریخ ۲ آبان ۱۳۸۲ با شمارهٔ ثبت ۱۰۵۰۰ به‌عنوان یکی از آثار ملی ایران به ثبت رسیده است.